# Ваніна Гарсія Сокол
Ваніна Гарсія Сокол (ісп. Vanina García Sokol; нар. 27 грудня 1983) — колишня аргентинська тенісистка.
Найвищу одиночну позицію світового рейтингу — 191 місце досягла 21 лютого 2005, парну — 249 місце — 5 квітня 2004 року.
Здобула 3 одиночні та 3 парні титули туру ITF.

## Фінали ITF
| турніри $25,000 |
| турніри $10,000 |

### Одиночний розряд: 10 (3–7)
| Результат | Ранг | Дата            | Турнір                                | Покриття | Суперниця                   | Рахунок       |
| --------- | ---- | --------------- | ------------------------------------- | -------- | --------------------------- | ------------- |
| Поразка   | 1.   | 1 квітня 2001   | Сантьяго, Чилі                        | Ґрунт    | Жоана Кортез                | 3–6, 3–6      |
| Поразка   | 2.   | 6 квітня 2002   | Белу-Оризонті, Бразилія               | Тверде   | Марія Фернанда Алвеш        | 3–6, 1–6      |
| Перемога  | 1.   | 13 жовтня 2002  | Лос-Мочіс, Мексика                    | Ґрунт    | Ана Лусія Мільяріні де Леон | 7–5, 6–3      |
| Поразка   | 3.   | 20 квітня 2003  | Сан-Луїс-Потосі (штат), Мексика       | Ґрунт    | Марія Елена Камерін         | 0–6, 4–6      |
| Перемога  | 2.   | 31 серпня 2003  | Ескобар (округ), Аргентина            | Ґрунт    | Хорхеліна Краверо           | 4–6, 6–3, 6–3 |
| Перемога  | 3.   | 20 червня 2004  | Горіція, Італія                       | Ґрунт    | Мартіна Мюллер              | 6–1, 6–4      |
| Поразка   | 4.   | 2 липня 2006    | Падуя, Італія                         | Ґрунт    | Алізе Корне                 | 1–6, 4–6      |
| Поразка   | 5.   | 17 березня 2007 | Мерида (Юкатан), Мексика              | Тверде   | Жюлі Куен                   | 5–7, 4–6      |
| Поразка   | 6.   | 27 березня 2007 | Халапа-Енрикес, Мексика               | Тверде   | Маріана Дуке-Маріньо        | 3–6, 6–7      |
| Поразка   | 7.   | 21 травня 2007  | Кордова (місто, Аргентина), Аргентина | Ґрунт    | Соледад Есперон             | 2–6, 3–3 ret. |

### Парний розряд: 4 (3–1)
| Результат | Ранг | Дата            | Турнір                   | Покриття | Партнерка            | Суперниці                       | Рахунок  |
| --------- | ---- | --------------- | ------------------------ | -------- | -------------------- | ------------------------------- | -------- |
| Поразка   | 1.   | 3 серпня 2000   | Ліма, Перу               | Ґрунт    | Клаудія Сальгес      | Тіффані Дабек Сесілія Гільєнеа  | 6–7, 2–6 |
| Перемога  | 1.   | 20 квітня 2003  | Сан-Луїс-Потосі, Мексика | Ґрунт    | Хорхеліна Краверо    | Кільдін Шевальє Лана Попадич    | 6–1, 6–3 |
| Перемога  | 2.   | 31 серпня 2003  | Парана, Аргентина        | Ґрунт    | Хорхеліна Краверо    | Еріка Краут Карла Тіене         | 6–1, 6–3 |
| Перемога  | 3.   | 17 березня 2007 | Мерида (Юкатан), Мексика | Тверде   | Марія Фернанда Алвеш | Шанелль Схеперс Робін Стівенсон | 6–3, 6–2 |